# Villodre
Villodre település Spanyolországban, Palencia tartományban. Villodre Melgar de Yuso, Pedrosa del Príncipe és Astudillo községekkel határos. Lakosainak száma 24 fő (2024).

## Népesség
A település népessége az elmúlt években az alábbi módon változott:
| Lakosok száma | 45   | 36   | 31   | 24   | 20   | 18   | 17   | 18   | 17   | 24   |
|               | 2001 | 2004 | 2007 | 2009 | 2012 | 2014 | 2017 | 2019 | 2022 | 2024 |